# Staniątki
Staniątki ist eine Ortschaft mit einem Schulzenamt der Gmina Niepołomice im Powiat Wielicki der Woiwodschaft Kleinpolen in Polen.

## Geographie
Der Ort liegt etwa 5 Kilometer südwestlich der Stadt Niepołomice sowie etwa 22 östlich der Stadt Krakau am Rand des Waldes von Niepołomice (Puszcza Niepołomicka).

## Geschichte

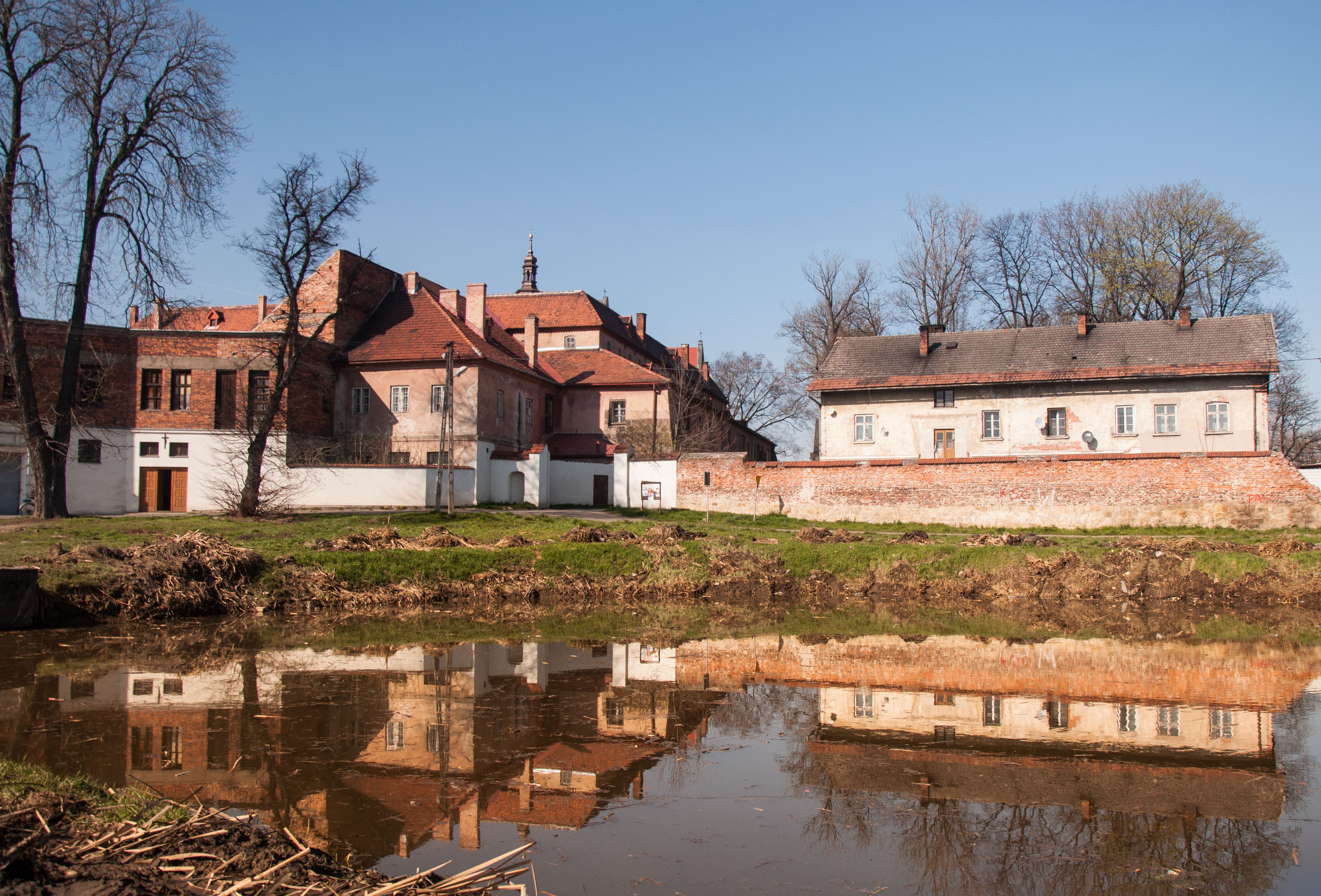
Abtei Staniątki

Der Name ist abgeleitet von den slawischen Vornamen Stanimir, Stanislaus oder Stanibor mit diminutiven Suffix -ęta, zuerst in der Form *Stanięta, später *Staniątko, Plural *Staniątka und endlich *Staniątki. Laut lokaler Legende ist der Name des Dorfs mit dem Adalbert von Prag verbunden, der im Jahr 997 angeblich durch den Ort nach Krakau ging, und zwar dort mit den tschechischen Worten „udielamy tady staniatky“ kurz stehen blieb.
Ab 12. Jahrhundert gehörte das Dorf zur Familie Gryfici. Im Jahr 1220 wurde die Abtei der Benediktinerinnen von Klemens Jaksa gegründet und mit 50 Dörfer ausgestattet. Später hatten die Nonnen bis zu 112 Dörfer im Besitz. Im 16. Jahrhundert wurde eine Schule für adelige Mädchen von ihnen geöffnet.
Bei der Ersten Teilung Polens wurde das Dorf 1772 Teil des neuen Königreichs Galizien und Lodomerien des habsburgischen Kaiserreichs (ab 1804).
1918, nach dem Ende des Ersten Weltkriegs und dem Zusammenbruch der k.u.k. Monarchie, wurde Staniątki, mit  Ausnahme der Zeit der Besetzung Polens durch die Wehrmacht im Zweiten Weltkrieg, Teil Polens.